# Black Rain (album d'Ozzy Osbourne)
Pour les articles homonymes, voir Black Rain et Pluie noire (homonymie).
Albums de Ozzy Osbourne
Under Cover
(2005) Scream
(2010)
Singles
1. I Don't Wanna Stop
Sortie : 17 avril 2007
2. Not Going Away
Sortie : 11 juillet 2007
3. Black Rain
Sortie : 14 novembre 2007

Black Rain est le 10e album studio d'Ozzy Osbourne. Il est paru le 22 mai 2007 sur le label Epic Records et a été produit par Ozzy et Kevin Churko.

## Historique
Cet album a été enregistré en 2006 dans le studio "The Music Machine" de Beverly Hills en Californie.
I Don't Wanna Stop, le premier single tiré de cet album, avait été lancé le 17 avril 2007.
Les titres de cet albums  ont été écrits par Ozzy Osbourne, Zakk Wylde et Kevin Churko, à l'exception de The Almighty Dollar et Trap Door (par Ozzy Osbourne et Kevin Churko). Cet album exploite de nombreux thèmes ayant trait à la société, tels que la dénonciation de la pollution, ou des attentats dans les écoles.
L'album atteindra la 3e place du Billboard 200 américain et la 8e place des charts britanniques. Il sera certifié disque d'or aux États-Unis et au Canada.

## Liste des titres
Tous les titres ont été écrits et composés par Ozzy Osbourne, Zakk Wylde et Kevin Churko sauf indications.
1. Not Going Away - 4:32
2. I Don't Wanna Stop - 3:59
3. Black Rain - 4:42
4. Lay Your World On Me - 4:16
5. The Almighty Dollar - 6:57 - (Ozzy Osbourne, Kevin Churko)
6. 11 Silver - 3:42
7. Civilize the Universe - 4:43
8. Here For You - 4:37
9. Countdown's Begun - 4:53
10. Trap Door - 4:03 - (Ozzy Osbourne, Kevin Churko)

### Cd bonus de l'édition US tour
1. I Don't Wanna Stop (live) - 3:44
2. Not Going Away (live) - 4:36
3. Here For You (live) - 4:51
4. Nightmare - 4:40
5. I Can't Save You - 3:30
6. Love to Hate - 3:56

## Notes

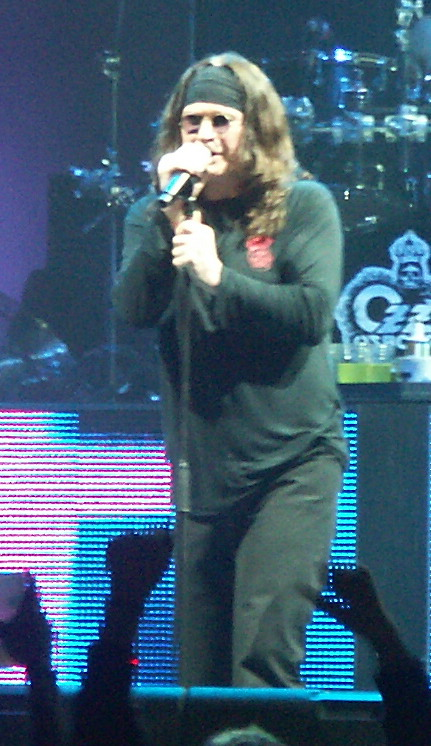
Ozzy au Fargodome le 29 octobre 2007.